# Syndactylactis chuni
Syndactylactis chuni är en korallart som beskrevs av Oscar Henrik Carlgren 1924. Syndactylactis chuni ingår i släktet Syndactylactis och familjen Cerianthidae. Inga underarter finns listade i Catalogue of Life.